# Vanity Fair (film fra 1915)
Vanity Fair er en amerikansk stumfilm fra 1915 af Eugene Nowland.

## Medvirkende
- Minnie Maddern Fiske som Becky Sharp.
- Shirley Mason som Becky Sharp.
- Yale Benner som Rakedell Sharp.
- Helen Fulton som Amelia Sedley.
- William Wadsworth som Joseph Sedley.